# توآلمن سیتی (کالیفرنیا)
توآلمن سیتی (به انگلیسی: Tuolumne City) یک منطقهٔ مسکونی در ایالات متحده آمریکا است که در شهرستان توآلومی، کالیفرنیا واقع شده‌است. توآلمن سیتی ۶٫۱۱۸ کیلومتر مربع مساحت و ۱٬۷۷۹ نفر جمعیت دارد و ۷۸۳ متر بالاتر از سطح دریا واقع شده‌است.